# 오시마나카촌
오시마나카촌(大島中村)은 오카야마현 아사쿠치군에 있던 촌이다. 현재의 가사오카시 오시마나카에 해당한다.